# Kordāb
Kordāb (persiska: كرداب) är en ort i Iran.   Den ligger i provinsen Mazandaran, i den norra delen av landet, 200 km nordost om huvudstaden Teheran. Kordāb ligger 375 meter över havet och antalet invånare är 207.
Terrängen runt Kordāb är kuperad. Runt Kordāb är det ganska tätbefolkat, med 72 invånare per kvadratkilometer. Närmaste större samhälle är Behshahr, 18,0 km nordost om Kordāb. I omgivningarna runt Kordāb växer i huvudsak blandskog.